# 中島琴音
中島 琴音（なかじま ことね、2010年1月13日 - ）は、日本の子役。
クラージュキッズに所属していたが、2021年7月現在、同社のメンバーリストには記載されていない。

## 人物
2019年に公開された映画『あの日のオルガン』で保育所の園児やっちゃん（大久保靖子）を演じた。主演の保母を演じた戸田恵梨香によると、やっちゃんは「大女優になりたい」と話していたと言う。どういう女優になりたいかを聞くと「戸田恵梨香さんと、大原櫻子さんと」と共演者の名前を挙げた。その大原もやっちゃんとのエピソードを話し、寒い時期に薄い衣装でいるので声をかけると「女優は寒い時にもこういう格好で歩くの」と言われたという。

## 出演

### テレビドラマ
- 名刺ゲーム（2017年12月2日 - 23日、WOWOW）神田美奈（幼少期）役
- 探偵が早すぎる（2018年7月 - 9月、日本テレビ）十川一華（幼少期）役
- グッド・ドクター 第2話、第3話（2018年7月、フジテレビ）石山舞 役[2]
- 電影少女 -VIDEO GIRL MAI 2019-（2019年4月 - 6月、テレビ東京）朝川由那（幼少期）役
- ラジエーションハウス 第6話（2019年5月13日、フジテレビ）後藤沙里 役
- W県警の悲劇 第8話（2019年9月21日、BSテレ東）下田杏奈 役

### CM
- 江崎グリコ、カレーマジック（2018年）
- ポケモンカードゲーム、「ポケモンカードの部屋」篇（2018年）
- ケンタッキーフライドチキン、「いいとこ取りパック」父と娘篇（2020年）

### 映画
- あの日のオルガン（2019年2月）大久保靖子 役
- 短編映画 さよならドロシー〜ひとりぽっちの魔法使い〜（2019年）主演・テツ子 役
- 子供はわかってあげない（2021年8月公開）じんこ 役